# Tommy Atterhäll
Tommy Atterhäll (født 10. september 1978 i Göteborg i Sverige) er en svensk håndboldspiller, der har spillet for FCK Håndbold i Håndboldligaen. Han vandt DM-guld med klubben i 2008.
Atterhäll har desuden opnået landskampe for det svenske landshold.